# Cantonul Chalabre
Cantonul Chalabre este un canton din arondismentul Limoux, departamentul Aude, regiunea Languedoc-Roussillon, Franța.

## Comune
- Caudeval
- Chalabre (reședință)
- Corbières
- Courtauly
- Gueytes-et-Labastide
- Montjardin
- Peyrefitte-du-Razès
- Puivert
- Rivel
- Saint-Benoît
- Saint-Jean-de-Paracol
- Sainte-Colombe-sur-l'Hers
- Sonnac-sur-l'Hers
- Tréziers
- Villefort